# NiL Éditions
Pour les articles homonymes, voir Nil (homonymie).
 (février 2025).
NiL Éditions est une maison d'édition française créée en 1993. Le nom de cette maison vient de la contraction du nom de sa fondatrice, Nicole Lattès.  NiL est une marque appartenant aux Éditions Robert Laffont. La maison publie aussi bien des essais politiques et sociétaux que de la littérature française et étrangère.